# NGC 484

NGC 484

في الفهرس العام الجديد NGC 484 هي مجرة إهليلجية من القدر 11  تقع في اتجاه كوكبة الطوقان. تبعد حوالي 218 مليون سنة ضوئية من الأرض. اكتشفت المجرة في 28 أكتوبر 1834 من قبل عالم الفلك جون هيرشل.

## وصلات خارجية
- NGC 484 على موقع ويكي سكاي: DSS2, SDSS, GALEX, IRAS, Hydrogen α, X-Ray, Astrophoto, Sky Map, Articles and images